# Liga Mayor de Fútbol Dominicano 2007
La temporada 2007 de la Liga Mayor de Fútbol Dominicano fue la cuarta de la competición dominicana de fútbol a nivel semiprofesional.  El torneo volvió a realizarse luego de la pausa en 2006 y su fecha de arranque fue el 6 de mayo del 2007. El torneo fue dedicado al cantante dominicano y ejecutivo de la Cervecería Nacional Dominicana Níni Caffaro. Esta fue la primera edición del torneo de Liga Mayor que no tuvo descensos, desligándose así esta competición del Campeonato Nacional. También fue la primera edición en tener 8 participantes. Los equipos que debutaron en esta edición fueron; Casa España, Montellano, y La Romana F.C. DOSA-La Vega que había sido relegado al Campeonato Nacional en la última edición del torneo no participó en esta edición, pero Jarabacoa que también había sido relegado en esa ocasión sí. 
El formato consistió en que los 8 equipos se enfrentasen en tres rondas de todos contra todos, para un total de 21 partidos por cada equipo. El Club Barcelona Atlético logró asegurar el título en la antepenúltima jornada cuando venció en un trepidante partido 3-4 a Club Atlético Pantoja ampliando su ventaja a 6 puntos en la tabla y ganando la serie particular entre ellos 2-1. Este fue el primer título para el Club Barcelona Atlético desde que en 1994 ganase el Campeonato Nacional cuando jugaba bajo el nombre de Bancredicard F.C. La última fecha del torneo se realizó a medias desluciendo la competición. Por un lado Montellano envió una carta diciendo que no iba a viajar para enfrentarse a Casa España, y los árbitros para el partido de Jarabacoa FC contra Club Barcelona Atlético no fueron al partido por lo que no se efectuó.

## Equipos participantes[3]
| Provincia                 | N.º | Equipos                              |
| ------------------------- | --- | ------------------------------------ |
| Distrito Nacional         | 2   | Casa España, Club Barcelona Atlético |
| La Vega                   | 1   | Jarabacoa FC                         |
| Provincia de Puerto Plata | 1   | Montellano FC                        |
| San Cristóbal             | 1   | San Cristóbal FC                     |
| Santo Domingo             | 1   | Club Atlético Pantoja                |
| Espaillat                 | 1   | Moca FC                              |
| La Romana                 | 1   | Romana FC                            |

## Posiciones finales[3]
Campeón.
| Posición | Equipos                 | PJ | PG | PE | PP | GF | GC | DG  | Puntos |
| -------- | ----------------------- | -- | -- | -- | -- | -- | -- | --- | ------ |
| 1        | Club Barcelona Atlético | 20 | 13 | 3  | 4  | 41 | 22 | +19 | 42     |
| 2        | Club Atlético Pantoja   | 21 | 13 | 3  | 5  | 34 | 14 | +20 | 42     |
| 3        | Moca FC                 | 21 | 11 | 6  | 4  | 42 | 22 | +20 | 39     |
| 4        | Jarabacoa FC            | 20 | 9  | 4  | 7  | 29 | 21 | +8  | 31     |
| 5        | San Cristóbal FC        | 21 | 7  | 5  | 9  | 32 | 27 | +5  | 26     |
| 6        | Casa España             | 20 | 7  | 4  | 10 | 26 | 44 | -18 | 25     |
| 7        | Montellano              | 20 | 4  | 6  | 11 | 16 | 28 | -12 | 18     |
| 8        | Romana FC               | 21 | 3  | 1  | 17 | 20 | 62 | -42 | 10     |